# ستيفن كيلينغ
ستيفن كيلينغ (بالإنجليزية: Stephen Keeling)‏ هو ملحن بريطاني، ولد في 1966.